# Camille Abily
Camille Abily, née le 5 décembre 1984 à Rennes (Ille-et-Vilaine), est une footballeuse internationale française évoluant au poste de milieu de terrain offensif, devenue entraîneuse.

## Biographie

### Enfance et formation
Camille Abily commence la pratique du football chez les jeunes à la Jeanne d'Arc Bruz de 1990 à 1994, puis évolue successivement au FC Bruz (club formé en 1994 par la fusion entre la Jeanne D'Arc et l'Union Sportive Bruz) de 1994 à 1999 et enfin au SC Le Rheu (situés tous les deux à quelques kilomètres de Rennes) de 1999 à 2000.

### Carrière en club

#### Des débuts prometteurs (2000-2003)
Elle fait ses débuts en 1re division avec le Stade Briochin le 17 septembre 2000 face à La Roche où elle inscrit son 1er but dès sa première apparition.
Elle évolue par la suite dans ce club, puis au CNFE Clairefontaine où elle côtoie quelques futures coéquipières en club ou en sélection comme Sarah Bouhaddi, Élise Bussaglia, Sandrine Dusang, Laura Georges, Laure Lepailleur, Ophélie Meilleroux ou encore Élodie Thomis.

#### La découverte du haut niveau avec Montpellier (2003-2006)
Camille Abily joue par la suite à Montpellier lors de la saison 2003-2004, où elle remporte ses premiers trophées, avec deux championnats de France de Division 1, un Challenge de France et celui de la meilleure joueuse du championnat en 2006. Elle atteint cette même année les demi-finales de la Coupe féminine de l'UEFA (élimination 3-3 au score cumulé face à Francfort, par la règle des buts à l'extérieur).

#### La confirmation avec Lyon (2006-janvier 2009)
Elle rejoint l'Olympique lyonnais lors de la saison 2006-2007, et remporte une nouvelle fois deux championnats, un Challenge de France et le titre de meilleure joueuse du championnat en 2007. Comme dans son précédent club, elle atteint une nouvelle fois les demi-finales de la coupe d'Europe en 2008 (élimination 1-1 au score cumulé face à Umeå).

#### Le rêve américain et l'intermède parisien (février 2009-septembre 2010)

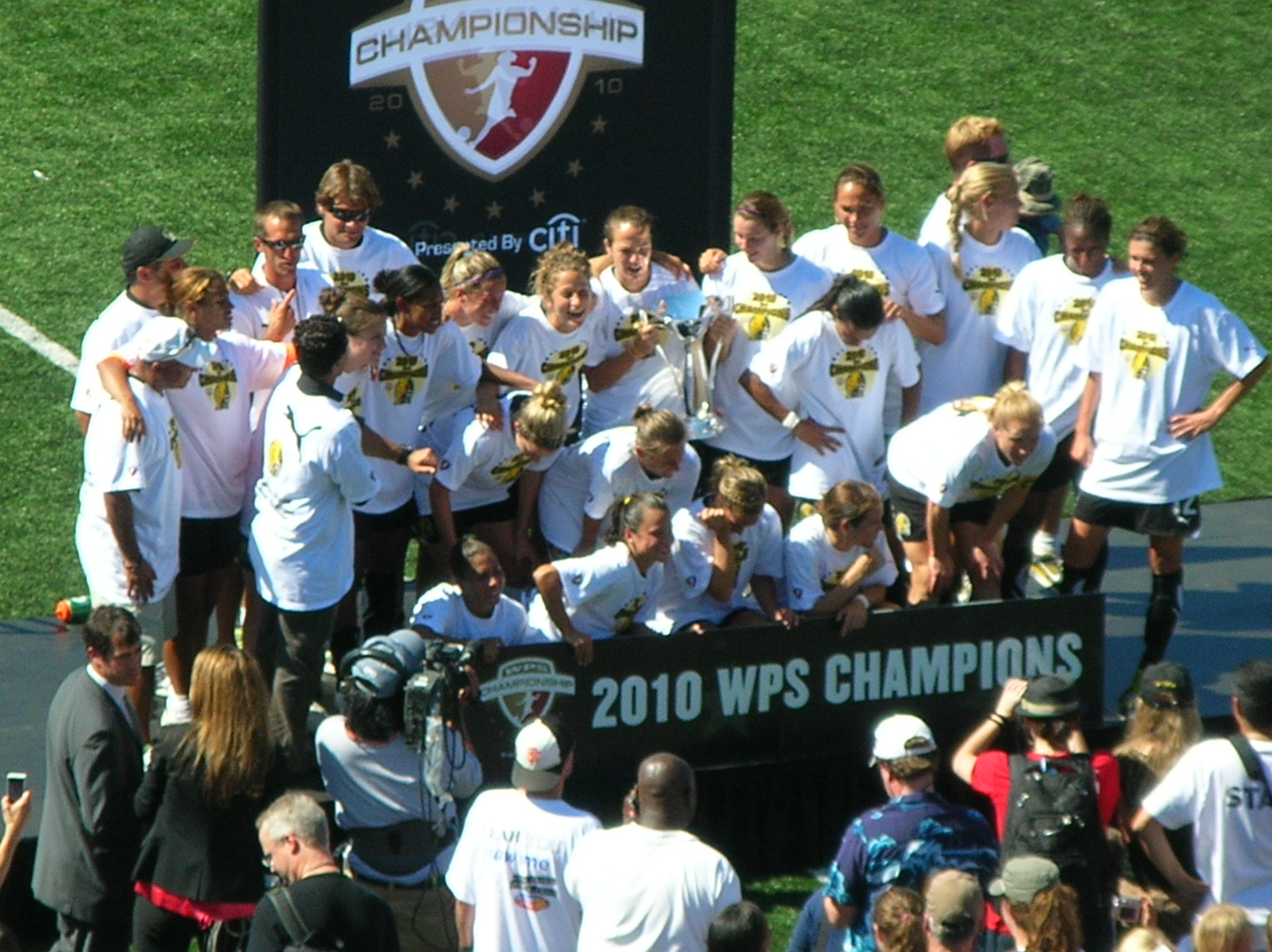
Célébration de la victoire de la WPS 2010.

En février 2009, elle décide de quitter l'OL en pleine saison pour la franchise du Sol de Los Angeles aux États-Unis pour inaugurer la Women's Professional Soccer, nouvelle ligue professionnelle américaine. Le 29 mars 2009, elle inscrit une nouvelle fois son 1er but pour sa première apparition, avec le second but pour son équipe lors du match inaugural du championnat contre Freedom de Washington à la 87e minute (victoire 2-0). Elle manque la finale du championnat (perdue 1-0 contre le Sky Blue FC) pour cause de préparation à l'Euro féminin 2009.
Le 2 octobre 2009, le Paris Saint-Germain annonce la signature de Camille Abily et de son ancienne coéquipière à Lyon Sonia Bompastor, sous forme de prêt jusqu'au début de la prochaine saison aux États-Unis. Le 9 janvier 2010, le FC Gold Pride annonce avoir obtenu son transfert en provenance du Sol de Los Angeles. Elle rejoint donc sa nouvelle équipe en mars, après la fin de son prêt au PSG.
Elle se voit repositionnée dans un rôle de milieu défensif, où elle inscrit un but et délivre six passes décisives en 18 matchs. Contrairement à l'année précédente, elle joue et remporte la finale du championnat contre l'Independence de Philadelphie (victoire 4-0).

#### Retour gagnant à Lyon (octobre 2010-2018)

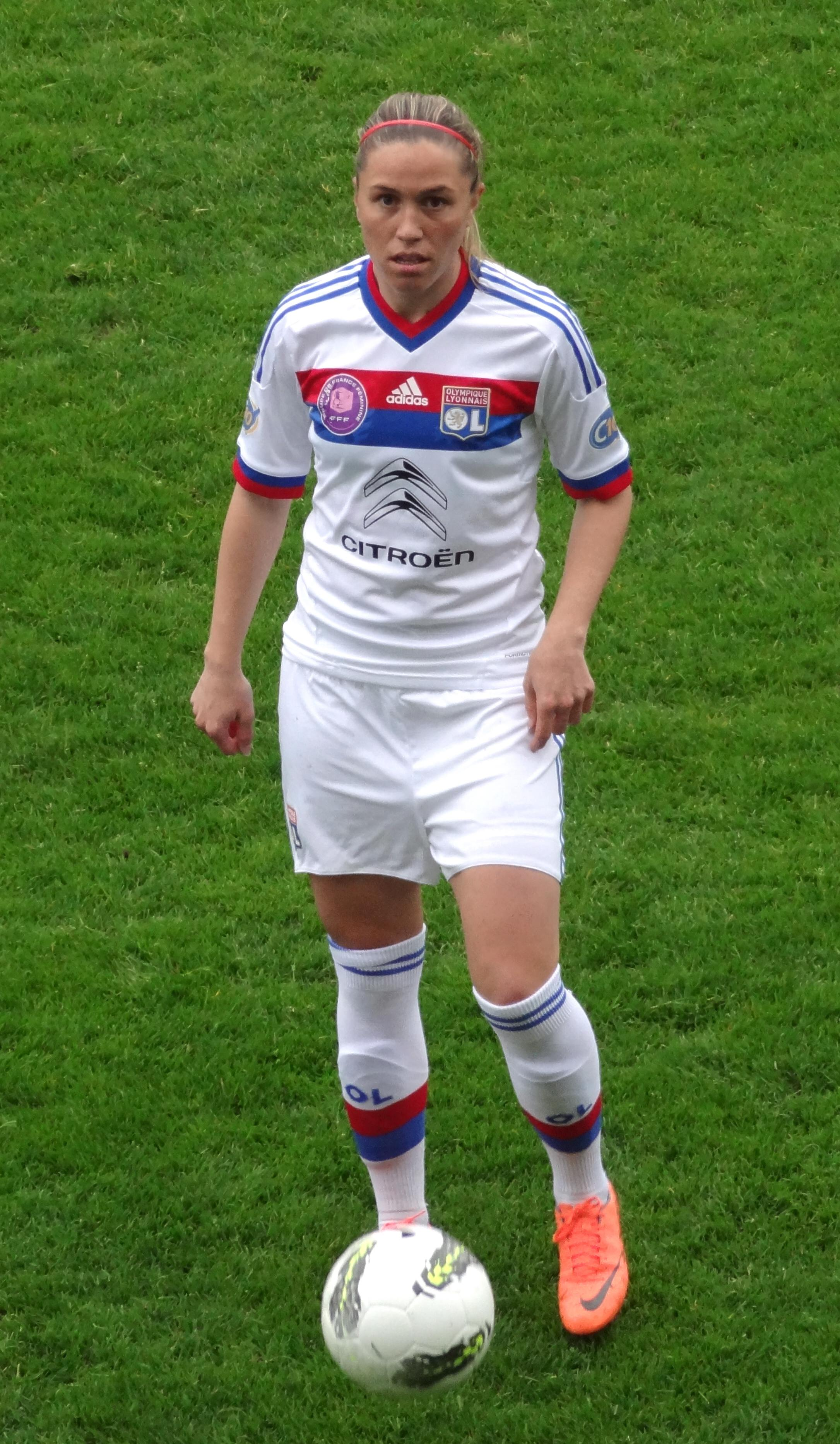
En 2012 sous le maillot de l'Olympique lyonnais

Le 28 août 2010, Jean-Michel Aulas annonce le retour de Camille Abily à l'Olympique lyonnais, mais elle termine d'abord la saison de la Women's Professional Soccer où son départ de Gold Pride est officiellement annoncé le 27 septembre.
Elle revient donc à l'OL début octobre 2010, son retour sera finalement gagnant, car elle remporte son troisième championnat de France avec l'OL et surtout la Ligue des champions féminine de l'UEFA, où elle est même désignée « joueuse du match » lors de la finale remportée face au Turbine Potsdam (2-0).
La saison 2011-2012 est certainement la plus aboutie de sa carrière, où elle réalise un triplé inédit en France en remportant d'abord la Coupe de France contre le Montpellier HSC (2-1), puis pour la deuxième année d'affilée la Ligue des champions, où elle inscrit le second but de la rencontre contre le FFC Francfort (2-0) d'une reprise de volée lobée d'environ 25 mètres, alors que la gardienne allemande avait déserté son but ; de plus, elle est à nouveau élue « joueuse du match » et termine co-meilleure buteuse de la compétition avec Eugénie Le Sommer (9 buts). Enfin, elle décroche le Championnat de France, après la victoire contre le FCF Juvisy (3-0) lors du tout dernier match de la saison, considéré comme la « finale du championnat ».
Durant la saison 2012-2013, avec un triplé inscrit lors du match contre le FC Vendenheim (victoire 13-0), Camille devient la 3e joueuse de l'histoire du club à franchir la barre symbolique des 100 buts marqués (après Sandrine Brétigny et Lotta Schelin), toutes compétitions confondues.
La saison 2014-2015 lui offre encore un doublé Coupe-Championnat, et elle devient la joueuse la plus titrée en France (10 championnats et 8 coupes de France).

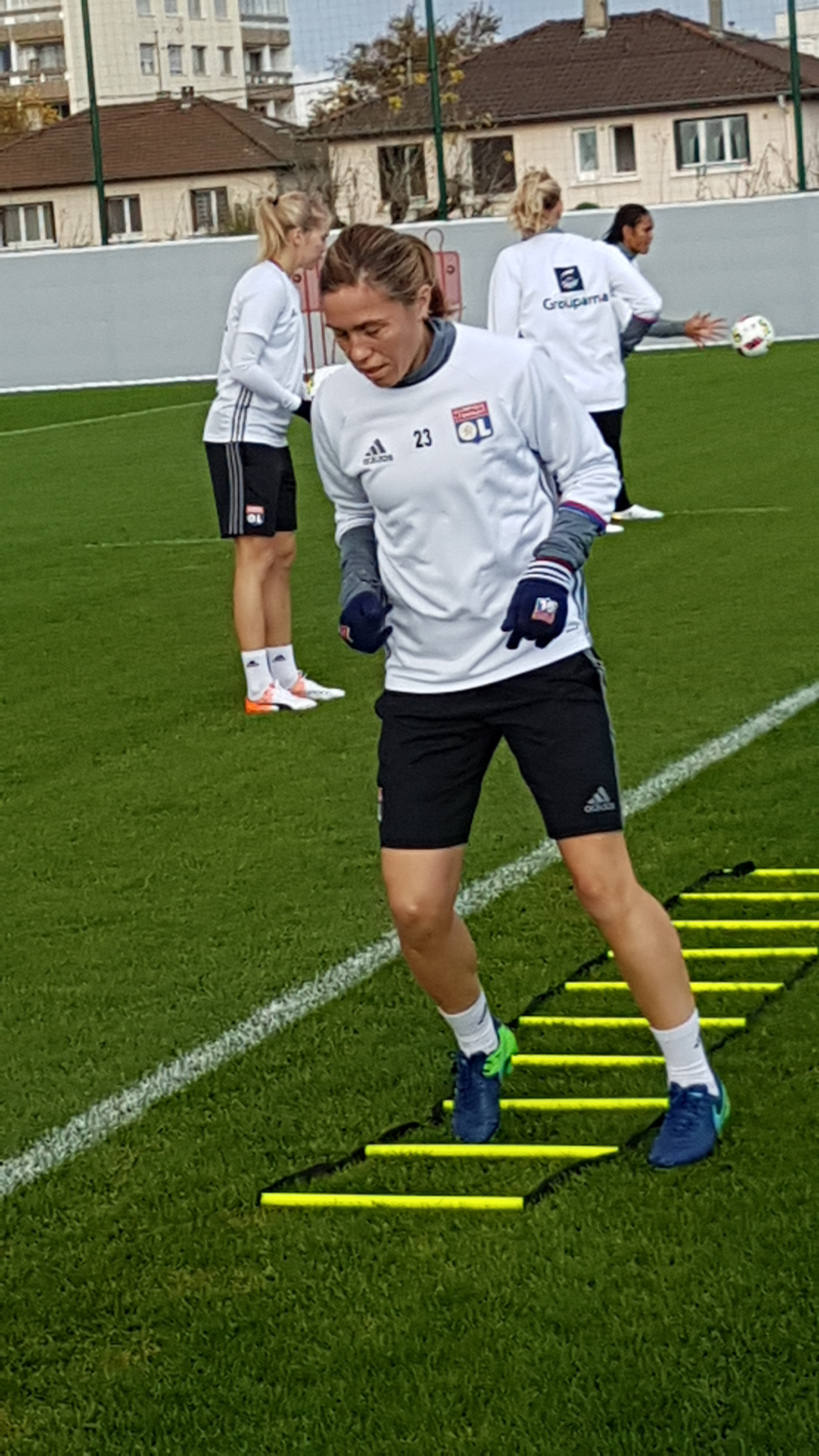
À l'entrainement de l'Olympique lyonnais, en 2016

Saison parfaite en 2015-2016 avec un nouveau triplé obtenu avec l'OL. Elle remporte avec son club, le Championnat de France, la Coupe de France et la Ligue des Champions, à l'issue de la séance de tirs au but face aux redoutables Allemandes du VfL Wolfsbourg. Elle remporte pour la troisième fois de sa carrière le titre européen suprême.
Lors de la saison 2016-2017, à l'issue du match de championnat de D1 au FCF Juvisy Essonne (victoire 1-0) le 15 février 2017, Camille Abily devient la joueuse la plus capée de l'histoire du club avec 279 apparitions, détrônant Louisa Cadamuro-Necib. Elle ajoute de nouveau les trois trophées à son palmarès à l'issue de la saison, remportant la Coupe de France et la Ligue des Champions face aux joueuses du PSG au bout des tirs au but.
Pour sa dernière saison professionnelle, elle devient la première joueuse du club à franchir la barre des 300 apparitions toutes compétitions confondues le 28 octobre 2017 contre le Lille OSC (victoire 6-0). Elle remporte son 11e championnat de France de D1 avec l'OL (le 13e de sa carrière, record français) et dispute le dernier match de sa carrière contre le VfL Wolfsbourg en finale de la Ligue des champions, où elle inscrit le dernier but à 4 minutes de la fin de la rencontre (victoire 4-1).
Camille Abily détient à ce jour le record du nombre de matchs disputés toutes compétitions confondues pour une joueuse à l'Olympique lyonnais avec 326 apparitions, celui de la meilleure buteuse du club en Ligue des champions féminine avec 43 buts et celui du plus grand nombre d'apparitions dans cette même compétition avec 81 matchs (14 avec Montpellier et 67 avec l'OL).

### Carrière internationale
Camille Abily fait sa première apparition en équipe de France le 26 septembre 2001 face aux Pays-Bas (victoire 3-1). Elle inscrit son 1er but avec les Bleues le 28 février 2007 face à la Chine (victoire 2-0).
Elle participe à son premier grand tournoi lors de l'Euro féminin 2005 avec une élimination au premier tour, puis en 2009 en Finlande, où elle marque deux buts dans la compétition, face à l'Islande (victoire 3-1) et contre la Norvège (1-1). En quarts de finale, elle réussit son tir au but face aux Pays-Bas, mais ne peut empêcher l'élimination de la France (défaite 5-4).
Durant la Coupe du monde 2011 en Allemagne, elle inscrit son seul but de la compétition face au Canada (victoire 4-0). En quarts de finale face à l'Angleterre, son tir au but est repoussé par la gardienne, mais se qualifie après la victoire des Bleues (4-3) et sera même élue « joueuse du match ». Par la suite, elle termine à la 4e place de cette compétition, après la défaite contre la Suède (1-2).
Lors des Jeux olympiques 2012 et du match France-Corée du Nord (victoire 5-0), Camille Abily fête sa 100e sélection en remplaçant Sandrine Soubeyrand à la 62e minute de jeu. Elle devient la 9e joueuse à franchir ce cap symbolique.
Lors de la SheBelieves Cup 2017, remportée par l'équipe de France, elle inscrit deux buts (dont un penalty) dans le dernier match qui voit la victoire nette 3-0 contre les États-Unis, pays organisateur.
Pour son dernier tournoi en sélection lors de l'Euro féminin 2017, dans le dernier match de la phase de groupes, elle y inscrit le but de la qualification en quarts de finale face à la Suisse à la 76e minute (1-1), mais la France se fera éliminer au tour suivant face à l'Angleterre sur le score de 1-0. Elle met fin à sa carrière internationale dans la foulée et compte 183 sélections et 37 buts en équipe nationale (3e joueuse la plus capée et 5e meilleure buteuse de l’histoire en sélection à ce jour).

### L'après carrière
En octobre 2018, elle est élue, avec Thierry Frémeaux, présidente de l'OL Fondation, après les sept années de présence de Bernard Lacombe.
Pendant la saison 2018/2019, Camille Abily est consultante pour le groupe M6 en commentant les matchs de l'Équipe de France puis, présente en bord de terrain, elle commente avec Grégoire Margotton et Bixente Lizarazu des rencontres de la Coupe du monde féminine de football 2019, diffusée sur TMC et TF1, et notamment l'ensemble des matchs de l'Équipe de France.
En juillet 2019, elle devient entraîneuse-adjointe de Jean-Luc Vasseur à l'Olympique lyonnais.
En décembre 2021, après un an de formation au CNF Clairefontaine, elle est diplômée du certificat d'entraîneur de football féminin (CEFF), diplôme nouvellement créé et délivré par la FFF.
Elle commente avec Xavier Domergue des rencontres de la coupe du monde féminine de football 2023 diffusée sur M6 et W9.

### Vie privée
En 2025, elle et Sonia Bompastor révèlent être en couple depuis treize ans.

## Statistiques

### En club
| Saison                | Club                  | Championnat           | Championnat | Championnat | Coupe(s) nationale(s) | Coupe(s) nationale(s) | Compétition(s) continentale(s) | Compétition(s) continentale(s) | Compétition(s) continentale(s) | Play-offs | Play-offs | Total | Total |
| Saison                | Club                  | Division              | M.          | B.          | M.                    | B.                    | Comp.                          | M.                             | B.                             | M.        | B.        | M.    | B.    |
| 1999-2000             | SC Le Rheu            | N1B                   |             |             | -                     | -                     | -                              | -                              | -                              | -         | -         | 0     | 0     |
| Sous-total            | Sous-total            | Sous-total            | 0           | 0           | -                     | -                     | -                              | -                              | -                              | -         | -         | 0     | 0     |
| 2000-2001             | Stade briochin        | N1A                   | 20          | 4           | -                     | -                     | -                              | -                              | -                              | -         | -         | 20    | 4     |
| Sous-total            | Sous-total            | Sous-total            | 20          | 4           | -                     | -                     | -                              | -                              | -                              | -         | -         | 20    | 4     |
| 2001-2002             | La Roche ESOF         | N1A                   | 21          | 3           |                       |                       | -                              | -                              | -                              | -         | -         | 21    | 3     |
| Sous-total            | Sous-total            | Sous-total            | 21          | 3           |                       |                       | -                              | -                              | -                              | -         | -         | 21    | 3     |
| 2002-2003             | CNFE Clairefontaine   | Division 1            | 17          | 5           | -                     | -                     | -                              | -                              | -                              | -         | -         | 17    | 5     |
| Sous-total            | Sous-total            | Sous-total            | 17          | 5           | -                     | -                     | -                              | -                              | -                              | -         | -         | 17    | 5     |
| 2003-2004             | Montpellier HSC       | Division 1            | 22          | 4           |                       |                       | -                              | -                              | -                              | 3         | 0         | 25    | 4     |
| 2004-2005             | Montpellier HSC       | Division 1            | 22          | 9           | 3                     | 1                     | UWC                            | 5                              | 0                              | -         | -         | 30    | 10    |
| 2005-2006             | Montpellier HSC       | Division 1            | 21          | 4           | 5                     | 3                     | UWC                            | 9                              | 0                              | -         | -         | 35    | 7     |
| Sous-total            | Sous-total            | Sous-total            | 65          | 17          | 8                     | 4                     | -                              | 14                             | 0                              | 3         | 0         | 90    | 21    |
| 2006-2007             | Olympique lyonnais    | Division 1            | 22          | 17          | 4                     | 3                     | -                              | -                              | -                              | -         | -         | 26    | 20    |
| 2007-2008             | Olympique lyonnais    | Division 1            | 21          | 8           | 4                     | 1                     | UWC                            | 9                              | 5                              | -         | -         | 34    | 14    |
| 2008-2009             | Olympique lyonnais    | Division 1            | 13          | 9           | 0                     | 0                     | UWC                            | 5                              | 5                              | -         | -         | 18    | 14    |
| Sous-total            | Sous-total            | Sous-total            | 56          | 34          | 8                     | 4                     | -                              | 14                             | 10                             | -         | -         | 78    | 48    |
| 2009                  | Los Angeles Sol       | WPS                   | 18          | 8           | -                     | -                     | -                              | -                              | -                              | -         | -         | 18    | 8     |
| Sous-total            | Sous-total            | Sous-total            | 18          | 8           | -                     | -                     | -                              | -                              | -                              | -         | -         | 18    | 8     |
| 2009-2010             | Paris Saint-Germain   | Division 1            | 13          | 12          | 0                     | 0                     | -                              | -                              | -                              | -         | -         | 13    | 12    |
| Sous-total            | Sous-total            | Sous-total            | 13          | 12          | 0                     | 0                     | -                              | -                              | -                              | -         | -         | 13    | 12    |
| 2010                  | FC Gold Pride         | WPS                   | 17          | 1           | -                     | -                     | -                              | -                              | -                              | 1         | 0         | 18    | 1     |
| Sous-total            | Sous-total            | Sous-total            | 17          | 1           | -                     | -                     | -                              | -                              | -                              | 1         | 0         | 18    | 1     |
| 2010-2011             | Olympique lyonnais    | Division 1            | 19          | 12          | 4                     | 0                     | WCL                            | 7                              | 1                              | -         | -         | 30    | 13    |
| 2011-2012             | Olympique lyonnais    | Division 1            | 22          | 15          | 5                     | 3                     | WCL                            | 8                              | 9                              | -         | -         | 35    | 27    |
| 2012-2013             | Olympique lyonnais    | Division 1            | 21          | 20          | 4                     | 6                     | WCL+CI1                        | 9+2                            | 5+0                            | -         | -         | 36    | 31    |
| 2013-2014             | Olympique lyonnais    | Division 1            | 19          | 13          | 6                     | 4                     | WCL                            | 2                              | 1                              | -         | -         | 27    | 18    |
| 2014-2015             | Olympique lyonnais    | Division 1            | 19          | 12          | 6                     | 5                     | WCL                            | 2                              | 3                              | -         | -         | 27    | 20    |
| 2015-2016             | Olympique lyonnais    | Division 1            | 19          | 10          | 4                     | 3                     | WCL                            | 8                              | 3                              | -         | -         | 31    | 16    |
| 2016-2017             | Olympique lyonnais    | Division 1            | 19          | 10          | 2                     | 0                     | WCL                            | 9                              | 5                              | -         | -         | 30    | 15    |
| 2017-2018             | Olympique lyonnais    | Division 1            | 21          | 9           | 5                     | 6                     | WCL                            | 8                              | 6                              | -         | -         | 34    | 21    |
| Sous-total            | Sous-total            | Sous-total            | 159         | 101         | 36                    | 27                    | -                              | 53                             | 33                             | -         | -         | 248   | 161   |
| Total sur la carrière | Total sur la carrière | Total sur la carrière | 386         | 185         | 52                    | 35                    | -                              | 81                             | 43                             | 4         | 0         | 523   | 263   |

### En sélection

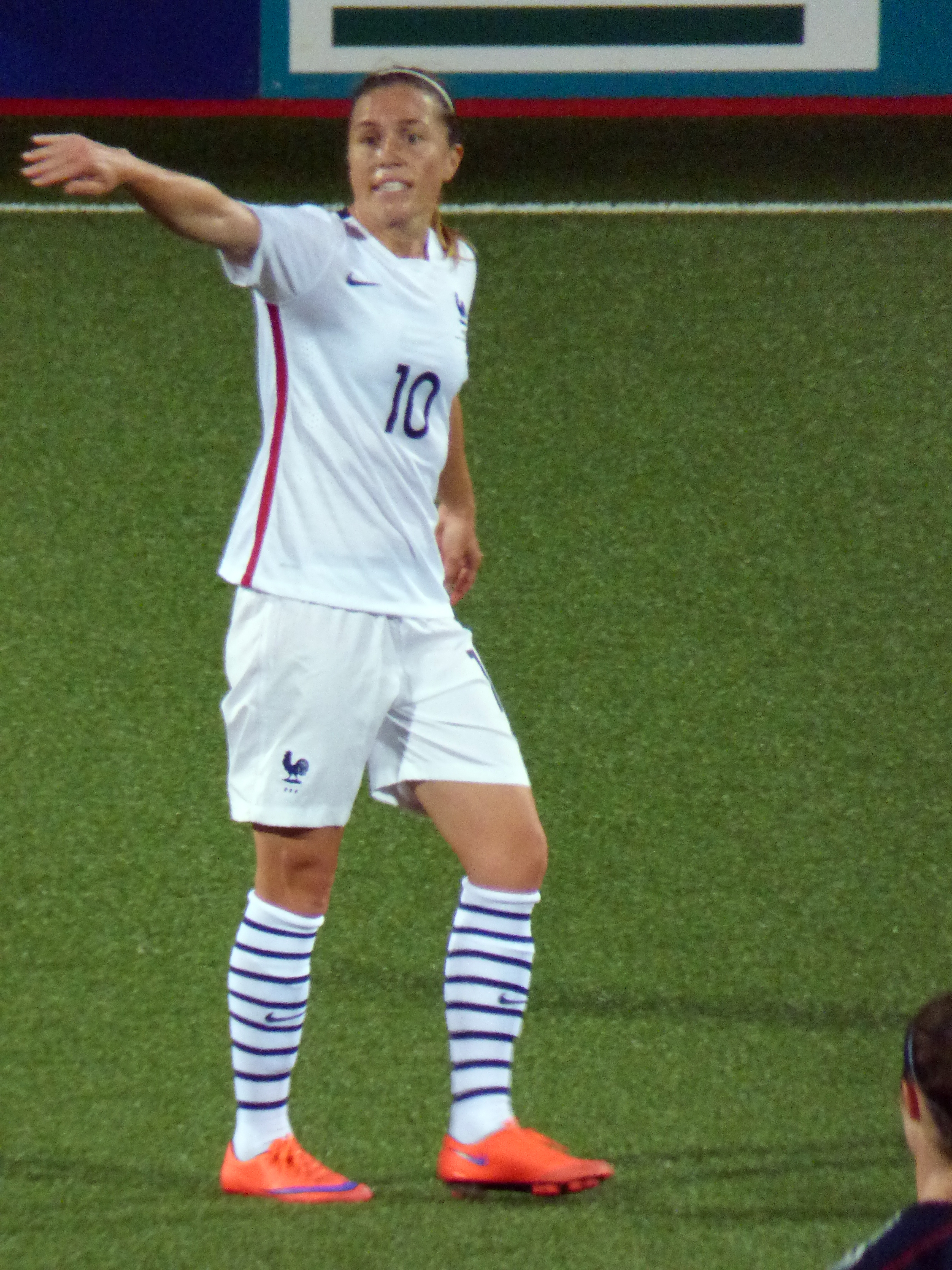
Camille Abily avec l'équipe de France en mai 2015.

Le tableau suivant dresse les statistiques de Camille Abily en équipe de France par année.
| Sélection | Année     | Statistiques | Statistiques |
| Sélection | Année     | Matchs       | Buts         |
| --------- | --------- | ------------ | ------------ |
| France    | 2001-2002 | 2            | 0            |
| France    | 2004-2005 | 11           | 0            |
| France    | 2005-2006 | 13           | 0            |
| France    | 2006-2007 | 13           | 6            |
| France    | 2007-2008 | 7            | 2            |
| France    | 2008-2009 | 4            | 1            |
| France    | 2009-2010 | 13           | 6            |
| France    | 2010-2011 | 14           | 5            |
| France    | 2011-2012 | 18           | 3            |
| France    | 2012-2013 | 20           | 0            |
| France    | 2013-2014 | 20           | 5            |
| France    | 2014-2015 | 16           | 1            |
| France    | 2015-2016 | 13           | 2            |
| France    | 2016-2017 | 13           | 4            |
| France    | 2017-2018 | 6            | 2            |
| Total     | Total     | 183          | 37           |

| Liste des buts en sélection de Camille Abily | Liste des buts en sélection de Camille Abily | Liste des buts en sélection de Camille Abily               | Liste des buts en sélection de Camille Abily | Liste des buts en sélection de Camille Abily | Liste des buts en sélection de Camille Abily | Liste des buts en sélection de Camille Abily | Liste des buts en sélection de Camille Abily | Liste des buts en sélection de Camille Abily |
| Buts                                         | Date                                         | Lieu                                                       | Adversaire                                   | Résultat                                     | Compétition                                  | Détail des buts                              | Détail des buts                              | Sél.                                         |
| -------------------------------------------- | -------------------------------------------- | ---------------------------------------------------------- | -------------------------------------------- | -------------------------------------------- | -------------------------------------------- | -------------------------------------------- | -------------------------------------------- | -------------------------------------------- |
| 1er                                          | 28 février 2007                              | Stade Robert Brettes, Mérignac, France                     | Chine                                        | 2-0                                          | Match amical                                 | 87e                                          | 2-0                                          | 32e                                          |
| 2e                                           | 12 mars 2007                                 | Estadio Municipal, Lagos, Portugal                         | Norvège                                      | 1-0                                          | Match amical (Algarve Cup 2007)              | 67e                                          | 1-0                                          | 35e                                          |
| 3e                                           | 11 avril 2007                                | Stade Georges-Pompidou, Valence, France                    | Grèce                                        | 6-0                                          | Éliminatoires de l'Euro 2009                 | 25e                                          | 1-0                                          | 37e                                          |
| 4e                                           | 11 avril 2007                                | Stade Georges-Pompidou, Valence, France                    | Grèce                                        | 6-0                                          | Éliminatoires de l'Euro 2009                 | 40e                                          | 3-0                                          | 37e                                          |
| 5e                                           | 11 avril 2007                                | Stade Georges-Pompidou, Valence, France                    | Grèce                                        | 6-0                                          | Éliminatoires de l'Euro 2009                 | 81e                                          | 5-0                                          | 37e                                          |
| 6e                                           | 30 mai 2007                                  | Stade Camille-Lebon, Angoulême, France                     | Slovénie                                     | 6-0                                          | Éliminatoires de l'Euro 2009                 | 28e                                          | 1-0                                          | 38e                                          |
| 7e                                           | 1er octobre 2007                             | Mitsubishi Forklift Stadion, Almere, Pays-Bas              | Pays-Bas                                     | 1-4                                          | Match amical                                 | 4e                                           | 0-1                                          | 40e                                          |
| 8e                                           | 27 octobre 2007                              | Stadion Kralj Petar, Belgrade, Serbie                      | Serbie                                       | 0-8                                          | Éliminatoires de l'Euro 2009                 | 24e                                          | 0-2                                          | 41e                                          |
| 9e                                           | 22 avril 2009                                | Stade Gaston-Gérard, Dijon, France                         | Suisse                                       | 2-0                                          | Match amical                                 | 38e                                          | 1-0                                          | 49e                                          |
| 10e                                          | 23 août 2009                                 | Stade Ratina, Tampere, Finlande                            | Islande                                      | 1-3                                          | Euro 2009                                    | 18e                                          | 1-1                                          | 52e                                          |
| 11e                                          | 30 août 2009                                 | Stade olympique d'Helsinki, Helsinki, Finlande             | Norvège                                      | 1-1                                          | Euro 2009                                    | 16e                                          | 1-1                                          | 54e                                          |
| 12e                                          | 23 septembre 2009                            | Stadion ŠRC Zaprešić, Zaprešić, Croatie                    | Croatie                                      | 0-7                                          | Éliminatoires de la Coupe du monde 2011      | 73e                                          | 0-6                                          | 56e                                          |
| 13e                                          | 28 octobre 2009                              | Stade Jules-Deschaseaux, Le Havre, France                  | Estonie                                      | 12-0                                         | Éliminatoires de la Coupe du monde 2011      | 36e                                          | 3-0                                          | 58e                                          |
| 14e                                          | 21 novembre 2009                             | Gradski Stadion, Inđija, Serbie                            | Serbie                                       | 0-2                                          | Éliminatoires de la Coupe du monde 2011      | 45+3e                                        | 0-2                                          | 59e                                          |
| 15e                                          | 31 mars 2010                                 | Windsor Park, Belfast, Irlande du Nord                     | Irlande du Nord                              | 0-4                                          | Éliminatoires de la Coupe du monde 2011      | 19e                                          | 0-2                                          | 62e                                          |
| 16e                                          | 25 août 2010                                 | Stade de l'Aube, Troyes, France                            | Serbie                                       | 7-0                                          | Éliminatoires de la Coupe du monde 2011      | 79e                                          | 6-0                                          | 65e                                          |
| 17e                                          | 2 mars 2011                                  | Stade GSP, Nicosie, Chypre                                 | Suisse                                       | 2-0                                          | Match amical (Cyprus Cup 2011)               | 55e                                          | 2-0                                          | 69e                                          |
| 18e                                          | 4 mars 2011                                  | Antonis Papadopoulos Stadium, Larnaca, Chypre              | Pays-Bas                                     | 1-2                                          | Match amical (Cyprus Cup 2011)               | 7e                                           | 1-1                                          | 70e                                          |
| 19e                                          | 18 juin 2011                                 | Stade de l'Épopée, Calais, France                          | Belgique                                     | 7-0                                          | Match amical                                 | 18e                                          | 2-0                                          | 75e                                          |
| 20e                                          | 30 juin 2011                                 | Rewirpowerstadion, Bochum, Allemagne                       | Canada                                       | 0-4                                          | Coupe du monde 2011                          | 66e                                          | 0-3                                          | 77e                                          |
| 21e                                          | 14 septembre 2011                            | Ness Ziona Stadium, Ness Ziona, Israël                     | Israël                                       | 0-5                                          | Éliminatoires de l'Euro 2013                 | 71e                                          | 0-3                                          | 83e                                          |
| 22e                                          | 16 novembre 2011                             | Stade René Serge Nabajoth, Les Abymes (Guadeloupe), France | Uruguay                                      | 8-0                                          | Match amical                                 | 53e                                          | 6-0                                          | 87e                                          |
| 23e                                          | 4 avril 2012                                 | Stade Michel-d'Ornano, Caen, France                        | Pays de Galles                               | 4-0                                          | Éliminatoires de l'Euro 2013                 | 79e                                          | 4-0                                          | 95e                                          |
| 24e                                          | 28 novembre 2013                             | MMArena, Le Mans, France                                   | Bulgarie                                     | 14-0                                         | Éliminatoires de la Coupe du monde 2015      | 48e                                          | 11-0                                         | 124e                                         |
| 25e                                          | 12 mars 2014                                 | Stade GSP, Nicosie, Chypre                                 | Angleterre                                   | 0-2                                          | Match amical (Cyprus Cup 2014)               | 18e                                          | 0-2                                          | 129e                                         |
| 26e                                          | 5 avril 2014                                 | Stade Jean-Bouin, Angers, France                           | Kazakhstan                                   | 7-0                                          | Éliminatoires de la Coupe du monde 2015      | 21e                                          | 4-0                                          | 130e                                         |
| 27e                                          | 5 avril 2014                                 | Stade Jean-Bouin, Angers, France                           | Kazakhstan                                   | 7-0                                          | Éliminatoires de la Coupe du monde 2015      | 24e                                          | 5-0                                          | 130e                                         |
| 28e                                          | 7 mai 2014                                   | Stade Léo-Lagrange, Besançon, France                       | Hongrie                                      | 4-0                                          | Éliminatoires de la Coupe du monde 2015      | 52e                                          | 2-0                                          | 132e                                         |
| 29e                                          | 6 mars 2015                                  | Estádio Algarve, Faro/Loulé, Portugal                      | Danemark                                     | 4-1                                          | Match amical (Algarve Cup 2015)              | 6e                                           | 2-0                                          | 141e                                         |
| 30e                                          | 23 octobre 2015                              | Stade Jean-Bouin, Paris, France                            | Pays-Bas                                     | 1-2                                          | Match amical                                 | 39e                                          | 1-2                                          | 154e                                         |
| 31e                                          | 11 avril 2016                                | Stade du Hainaut, Valenciennes, France                     | Ukraine                                      | 4-0                                          | Éliminatoires de l'Euro 2017                 | 26e                                          | 2-0                                          | 163e                                         |
| 32e                                          | 24 juillet 2016                              | Stade de l'Abbé-Deschamps, Auxerre, France                 | Canada                                       | 1-0                                          | Match amical                                 | 36e                                          | 1-0                                          | 166e                                         |
| 33e                                          | 6 août 2016                                  | Mineirão, Belo Horizonte, Brésil                           | Colombie                                     | 4-0                                          | Jeux olympiques 2016                         | 42e                                          | 3-0                                          | 167e                                         |
| 34e                                          | 7 mars 2017                                  | RFK Stadium, Washington, États-Unis                        | États-Unis                                   | 0-3                                          | Match amical (SheBelieves Cup 2017)          | 8e                                           | 0-1                                          | 176e                                         |
| 35e                                          | 7 mars 2017                                  | RFK Stadium, Washington, États-Unis                        | États-Unis                                   | 0-3                                          | Match amical (SheBelieves Cup 2017)          | 63e                                          | 0-3                                          | 176e                                         |
| 36e                                          | 11 juillet 2017                              | Stade Louis-Dugauguez, Sedan, France                       | Norvège                                      | 1-1                                          | Match amical                                 | 3e                                           | 1-0                                          | 179e                                         |
| 37e                                          | 26 juillet 2017                              | Stade Rat Verlegh, Bréda, Pays-Bas                         | Suisse                                       | 1-1                                          | Euro 2017                                    | 76e                                          | 1-1                                          | 183e                                         |

Tableau réalisé d'après les statistiques et les rapports de matchs officiels de la Fédération Française de Football.

## Palmarès

### En sélection
Équipe de France U19 :
- Championnat d'Europe :
  - Finaliste (1) : 2002

 Équipe de France :
- Tournoi de Chypre :
  - Victorieuse (2) : 2012 et 2014
- SheBelieves Cup :
  - Victorieuse (1) : 2017

### En club
Montpellier HSC :
- Championnat de France :
  - Championne (2) : 2004 et 2005
- Challenge de France :
  - Victorieuse (1) : 2006

 Olympique lyonnais :
- Championnat de France :
  - Championne (11) : 2007, 2008, 2009, 2011, 2012, 2013, 2014, 2015, 2016, 2017 et 2018
- Coupe de France :
  - Victorieuse (7) : 2008, 2012, 2013, 2014, 2015, 2016 et 2017
  - Finaliste (2) : 2007, 2018
- Ligue des champions :
  - Victorieuse (5) : 2011, 2012, 2016, 2017 et 2018
  - Finaliste (1) : 2013

 Sol de Los Angeles :
- Championnat de WPS :
  - Finaliste (1) : 2009

 FC Gold Pride :
- Championnat de WPS :
  - Victorieuse (1) : 2010

### Distinctions personnelles
- Élue meilleure joueuse du championnat de France (trophée UNFP) en 2006 et en 2007.
- Lion d'or (meilleur sportif lyonnais) en 2011[14].
- Nommée dans la liste FIFA des 10 meilleures joueuses mondiales de l'année en 2016[15].
- Nommée dans l'équipe type de la FIFA FIFPro Women's World11 en 2017.

### Records
- Seconde joueuse la plus capée de l'histoire de la Ligue des champions féminine avec 81 matchs (derrière Wendie Renard avec 85 apparitions), et première joueuse à atteindre les 80 matchs.
- Ancienne meilleure buteuse de l'histoire de l'Olympique lyonnais en Ligue des champions féminine avec 43 buts, et ancienne meilleure buteuse en Ligue des champions féminine pour un seul club (43 buts), devancée dans les deux catégories par son ancienne coéquipière Ada Hegerberg.

## Palmarès en tant qu'entraîneuse
Palmarès en tant qu'entraîneuse adjointe :
 Olympique Lyonnais
- Ligue des champions (1) 
  - Vainqueur en 2020
- Championnat de France (3) 
  - Vainqueur en 2020, 2022 et 2023
- Coupe de France (2) 
  - Vainqueur en 2020 et 2023
- Trophée des championnes (2) 
  - Vainqueur en 2019 et 2022
- Women's International Champions Cup (1)  
  - Vainqueur en 2019
- Trophée Veolia Féminin (1) 
  - Vainqueur en 2020